# Microgadus
Microgadus és un gènere de peixos pertanyent a la família dels gàdids.

## Distribució geogràfica
Microgadus proximus es troba al Pacífic oriental (des del sud-est del mar de Bering fins a les costes centrals de Califòrnia), mentre que Microgadus tomcod és autòcton de l'Atlàntic nord-occidental (des del sud de la península del Labrador -el Canadà- fins a Virgínia -els Estats Units-).

## Taxonomia
- Microgadus proximus (Girard, 1854)[3]
- Microgadus tomcod (Walbaum, 1792)[4][5][6][7][8][9]